# Powiat wadowicki (Galicja)
Powiat wadowicki – dawny powiat kraju koronnego Królestwo Galicji i Lodomerii, istniejący w latach 1867–1918.
Siedzibą c.k. starostwa były Wadowice. Powierzchnia powiatu w 1879 roku wynosiła 9,0981 mil kw. (523,5 km²), a ludność 92 405 osób. Powiat liczył 111 osad, zorganizowanych w 111 gmin katastralnych.
Na terenie powiatu działały 3 sądy powiatowe - w Wadowicach, Andrychowie i Kalwarii.
1 sierpnia 1910 wyłączono z powiatu bialskiego powiat sądowy oświęcimski i połączono go z powiatem sądowym zatorskim z powiatu wadowickiego celem utworzenia nowego powiatu oświęcimskiego.

## Starostowie powiatu
- Jan Tustanowski (1871)
- Franciszek Olszewski (1879–1882)
- Stanisław Dunajewski (1890–1894)[1]
- Karol Franz (1895 – )

## Komisarze rządowi
- Jan Lepszy (1871)
- Edmund Schetlik (1871)
- Józef Wołoszyński (1879)
- Leopold Hlawaty (1879–1882)
- Władysław Gałecki (1882)
- Józef Harasymowicz (1890)